# Джордж Даунінг Лівінг
Джордж Даунінг Лівінг (англ. George Downing Liveing; 21 грудня 1827, Найланд, Саффолк — 29 грудня 1924, Кембридж) —  англійський хімік  і спектроскопіст.

## Біографія

### Ранні роки
Джордж Даунінг Лівінг народився в Найланд, штат Суффолк, старший син доктора Едварда Лівінга (1795–1843)  та Кетрін Мері Даунінг (1798–1872). 

### Наукова діяльність
Лівінг отримав освіту в коледжі Святого Іоанна, отримавши ступінь бакалавра в 1850 році та ступінь магістратра в 1853 році. В 1908 році він був відзначений почесним науковим ступенем. У 1853 р. Коледж Сент-Джона заснував для нього раду хімічного університету і побудував лабораторію для його використання. Він був стипендіатом коледжу, а потім у 1911 році обраний його президентом, посаду, яку обіймав до своєї смерті в 1924 р. З 1860 по 1880 рік працював у Королівській військовій академії Сандхерста професором хімії, а згодом повернувся на колишню посаду професора хімії в Кембриджський університет з 1880 по 1908 рік. Він був обраний членом Королівського товариства в 1879 році. Він здобув медаль Деві в 1901 р. «За внесок у спектроскопію». 

## Особисте життя
Лівінг одружився в 1860 році на Катерині Інграм. Він помер у день подарунків 1924 року 97-річному віці, внаслідок того, що його збив велосипедист під час прогулянки до своєї лабораторії. Він був похований у  на прихожанському цвинтарі у Кембриджі поряд зі своєю покійною дружиною, яка померла у 1888 році.